# Bloodshot (comics)
Pour les articles homonymes, voir Bloodshot.
Bloodshot est un super-héros apparaissant dans des livres publiés par l'éditeur américain Valiant Comics. Le personnage a été créé par Kevin VanHook, Don Perlin et Bob Layton.

## Historique des publications
Bloodshot a été créé par Kevin VanHook, Don Perlin et Bob Layton lors d'une vague de popularité pour Valiant Comics. Le nom du personnage a été suggéré par l'artiste David Chlystek. Le personnage est apparu pour la première fois dans trois vignettes sur la dernière page de Eternal Warrior le 4 novembre 1992, avant de faire sa première apparition complète dans Rai en novembre 1992, une semaine plus tard.

## Résumé de l'intrigue
Bloodshot est un ancien soldat doté de pouvoirs de régénération et de métamorphose rendus possibles grâce à des nanites injectées dans son sang, d'où le nom de Bloodshot. Après avoir effacé sa mémoire à plusieurs reprises, Bloodshot parvient à découvrir qui il est vraiment et se venger de ceux qui lui ont fait ça. La circulation sanguine de Bloodshot contient un milliard de nanobots, ce qui lui permet de guérir rapidement des blessures, d'interfacer avec la technologie et de modifier sa forme .
Le programme du projet Rising Spirit (P.R.S.) visant à créer le soldat ultime remonte à des décennies et a atteint une masse critique dans les profondeurs de la Seconde Guerre mondiale. Bien que les produits initiaux du programme aient été grossièrement améliorés et des fantassins très consommables ne convenant qu'aux scénarios les plus simples, ces premiers sujets ont pu accomplir des missions de haute intensité indépendamment de tout obstacle. Au fil des décennies, ces résultats ont permis de garantir que le programme "Bloodshot" était constamment destiné à un développement futur et continuait à innover.
Tout au long des années 1970, 80 et 90, P.R.S. a redéfini la nanotechnologie qui alimente Bloodshot et développé un nouveau système d'intelligence artificielle qui lui a permis d'être déployé dans un plus large éventail de missions de contre-espionnage et d'espionnage hors du champ de bataille. Alors que Bloodshot était conscient de lui-même dans une certaine mesure, l'hybride homme-machine était toujours réputé infliger des niveaux de dommages collatéraux élevés inacceptables. En 2007, un autre scientifique de PRS, le Dr Emmanuel Kuretich, a découvert l'intention de ses employeurs de rediriger le programme Bloodshot vers un nouveau domaine: le ciblage et la capture des enfants extrêmement rares, propulsés par un psion appelé "psiots". Alarmé, Kuretich a fui PRS pour la Fondation Harbinger de Toyo Harada, où il a secrètement commencé à forger un plan pour annuler PRS
Plusieurs années plus tard, lors d'une mission de routine en Afghanistan, Bloodshot est capturé par Kuretich, qui extrait de force les enregistrements des missions de Bloodshot dans le but d'exposer Project Rising Spirit au monde. Le processus, cependant, déverrouille tous les faux souvenirs de Bloodshot, qui avaient été utilisés pour le motiver dans les zones de guerre à travers le monde, tout d'un coup.
PRS, craignant que Bloodshot ne soit finalement devenu un voyou, décide de le maîtriser. Bloodshot échappe à la capture avec l'aide d'un ambulancier nommé Kara Murphy avant de retourner finalement à PRS pour découvrir la vérité derrière son identité. Embauché par Kuretich, Bloodshot prend d'assaut une installation PRS au Nevada, mais ne trouve que l'installation au sous-sol connue sous le nom de Nursery. Construit pour abriter les enfants psi habilités capturés par Bloodshot, la libération des captifs de la pépinière a toujours été le véritable objectif de Kuretich et Harada. Bloodshot est obligé de combattre le geôlier sadique psi de la pépinière Gamma et la tronçonneuse cyborg désuète de PRS. Bloodshot libère les enfants captifs, y compris la génération Zero, une action qui déclenche par inadvertance une réaction en chaîne d'événements qui culmineront dans les guerres Harbinger dans le Strip de Las Vegas.
Confronté à Toyo Harada au lendemain de l'éclatement de PRS, la capacité de libre arbitre de Bloodshot est supplantée par le "Protocole Harada", un morceau de programmation cachée de PRS qui l'oblige à éliminer Harada. Une bataille vicieuse s'ensuit, qui laisse Harada gravement blessé et Bloodshot avec un nombre de nanites épuisé.
Dans les derniers moments des guerres de Harbinger, Bloodshot tombe à nouveau dans les griffes de Harada et passe plusieurs semaines en tant que prisonnier de la Fondation Harbinger. Pendant ce temps, Harada soumet Bloodshot à des expériences cruelles et douloureuses alors qu'il tente de résoudre le secret derrière les nanites incroyablement rares dans le sang de Bloodshot.
Cependant, Project Rising Spirit accélère rapidement un sauvetage dirigé par le HARD Corps. Après avoir pris d'assaut les installations d'El Segundo à Harada, ils ont réussi à extraire Bloodshot, qui accepte peu de temps après une place sur la liste du HARD Corps. Bloodshot est récompensé par une copie papier du fichier PRS sur sa véritable identité.
Bloodshot est déployé à travers le monde sur diverses missions aux côtés du HARD Corps, notamment pour récupérer un ancien sujet de test PRS du nom de code Prodigal et son garde du corps soi-disant "immortel".
Le volume un et le volume deux de Bloodshot conservent les mêmes éléments de base de l'histoire avec des paramètres et des tracés différents.

### Volume un
Angelo Mortalli est devenu l'ultime machine à tuer. Ses souvenirs ont été effacés et son sang a été imprégné d'ordinateurs microscopiques appelés nanites. Ces nanites lui permettent de guérir rapidement les blessures, de dominer les appareils électroniques et de contrôler pleinement tous les aspects de son corps pour maximiser ses capacités physiques. Un monstre de Frankenstein moderne, il mène une guerre en solo, éliminant la foule, la police et ses créateurs secrets du gouvernement, dans sa lutte pour découvrir qui il était et ce qu'il est devenu.

#### Personnages
Angelo Mortalli, alias Bloodshot
Mortalli est un tueur impitoyable que sa famille criminelle trahit et fait accuser de meurtre. Il entre dans la protection des témoins fédéraux mais est trahi par l'un des membres du FBI qui le garde. Il est ensuite kidnappé et emmené pour faire partie d'une procédure expérimentale connue sous le nom de "Project Rising Spirit". Son corps est injecté d'ordinateurs microscopiques appelés nanites (nanobots). Les nanites se mettent rapidement au travail, reconstruisant son cerveau puis le reste de son corps, ravivant Angelo de manière inattendue mais effaçant sa mémoire dans le processus. Les nanites (nanobots) contrôlent maintenant entièrement le corps d'Angelo (manipulant le flux sanguin, les niveaux d'adrénaline, etc.) lui donnant des réflexes et une force augmentés, une audition améliorée; la capacité de guérir rapidement, le contrôle des appareils électroniques, ainsi qu'une base de données préprogrammée contenant tous les styles d'arts martiaux ainsi que la connaissance des armes. En colère, violent et incertain de ce qu'il est devenu, il s'échappe. Prenant le nom de Bloodshot, il commence le processus de reconstitution de qui il était.
Don Gino Canelli
Le patron de la mafia d'Angelo Mortalli et le père de sa petite amie est Gino, un homme impitoyable qui fera tout pour protéger sa famille. Il traite Angelo comme un fils. Quand il apprend qu'Angelo a trompé sa fille, il ordonne à Angelo de se préparer au meurtre d'un rival sans arrière-pensée.
Hideyoshi Iwatsu
Iwatsu est un scientifique japonais vieux et dangereux qui a créé la procédure Bloodshot. Il est extrêmement immoral, utilisant des «volontaires» réticents pour ses expériences, qui meurent tous en conséquence. Bloodshot est le premier sujet à survivre plus de quelques jours.
Tanaka
Tanaka est l'aide et le bras droit de Hideyoshi Iwatsu. Plus digne de confiance de Hideyoshi que de son fils biologique, Tanaka est un brillant manipulateur. L'arrogance de Tanaka l'aveugle cependant et conduit à des erreurs stupides de sa part.

### Volume deux
Angelo Mortalli a été soumis contre sa volonté à une expérience scientifique qui l'a transformé en la machine à tuer ultime, un moteur de destruction nommé Bloodshot. Mais, ce faisant, ses souvenirs ont été perdus. Ses créateurs veulent l'utiliser comme une arme, un assassin imparable. Mais il se libère et s'échappe. Dans cette interprétation, l'auteur Len Kaminski élabore sur la nanotechnologie de BloodShot. Les nanites se révèlent être comme des êtres sensibles qui le voient comme leur Dieu et le provoquent à s'auto-induire un état de transe en utilisant un mélange de substances afin de communiquer directement avec lui. Des agents meurtriers de l'agence gouvernementale super secrète qui a parrainé sa création le traquent. Après une traînée brisée de souvenirs fragmentaires, Bloodshot mène une bataille en cours contre eux, la foule et la police.

#### Personnages
Bloodshot
Premier et seul succès du projet Lazarus, Bloodshot est un miracle technologique, dépassant de loin les attentes de ses créateurs. Des machines microscopiques appelées nanites injectées dans son sang maximisent ses capacités physiques, guérissent ses blessures, étendent ses sens et lui donnent la capacité de s'interfacer avec n'importe quel appareil électronique. Dans son ancienne vie d'Angelo Mortalli, apprend-il, il était une étoile montante dans une famille criminelle new-yorkaise … mais la piste ne s'arrête pas là. Il était quelqu'un d'autre avant d'être Mortalli. Qui était Raymond Garrison?
Simon Oreck
Le directeur en chef de la Domestic Operations Authority (DOA), une branche secrète des opérations du gouvernement des États-Unis. Un marchand de l'information, son entreprise est la connaissance et il a les yeux et les oreilles dans toutes les branches du gouvernement - qui lui sont constamment alimentés par le mur d'ordinateurs et d'écrans qui remplissent son bureau. Bien qu'il préfère généralement que son département reste dans les coulisses, Oreck propose d'engager des ressources du DOA pour aider le FBI à extraire des informations sur la famille du crime Cianelli du cerveau du gangster Angelo Mortalli récemment décédé. Mais comme toujours, Oreck cache ses véritables motivations.
Docteur Frederick J. Stroheim
Fils du scientifique nazi Klaus Stroheim, le «Mengele de Dachau», Frederick a hérité du génie de son père et de sa totale inhumanité. Le projet Lazarus est son idée originale.
Gina DeCarlo
Dans le processus d'élimination de toutes les preuves de l'existence d'Angelo Mortalli, les agents du DOA ont effacé toute la documentation, rasé sa maison et même fait réimprimer des annuaires téléphoniques sans son nom. Il découvre également qu'ils ont assassiné froidement Gina, l'amour de sa vie, pour la faire taire. Comme s'il ne les détestait pas déjà assez…
The Chainsaw
Connue sous le nom de Division des circonstances spéciales, nom de code: The Chainsaw est une équipe hautement qualifiée de mercenaires qui travaillent pour la Domestic Operations Authority (DOA). Utilisant une technologie de combat de groupe ultramoderne appelée Chainlink, les membres de The Chainsaw sont fournis avec des données instantanées et des outils de communication qui permettent des tactiques et une stratégie de combat parfaites. Chaque membre est spécialisé dans un domaine de la guerre secrète et utilise les dernières technologies DOA.
Michael Pileggi
Homme de main de la famille du crime de Cianelli, Michael Pileggi est l'un des rares à connaître la vérité sur la mort d'Angelo Mortalli. Don Cianelli avait ordonné à Pileggi de simuler des funérailles pour Mortalli afin d'empêcher la fille de Don et la petite amie de Mortalli Gina de devenir suspectes. Lorsqu'il entend que quelqu'un a posé des questions sur Mortalli et tué ses hommes pour obtenir des réponses, il devient paranoïaque et se faufile dans son manoir fortement gardé.

### Volume trois
Il y a 25 numéros dans ce volume, dont un numéro 0. Une relance de 2012 par Valiant Publishing: Bloodshot est un homme à la recherche de son identité. C'est une arme construite pour la destruction militaire. Utilisant de faux souvenirs, le gouvernement l'a motivé à faire des choses tout en croyant qu'il protégeait une famille imaginaire. Mais pas plus. Lorsque l'arme se réveille, elle fonctionne mal, déclenchant ainsi une guerre pour le contrôle de l'esprit de Bloodshot. Laissant une trace de destruction, il se détache de la base militaire où il est détenu. Un homme marqué d'une peau grise et d'une marque rouge sur la poitrine, Bloodshot choisit de ne faire confiance à personne alors qu'il se bat pour comprendre qui il était et ce qu'il est devenu. Série écrite par Duane Swierczynski. La série était liée à l'événement Harbinger Wars avec les numéros 10 à 13. À partir du numéro 14, la série a été renommée Bloodshot et Hard Corps, avec le personnage en tant que membre de l'équipe Hard Corps. La série a croisé Archer et Armstrong dans un arc narratif intitulé "Mission: Improbable".

### Volume quatre - Bloodshot Reborn
Relancé en 2015 par Jeff Lemire et Mico Suayan, il a fonctionné pour 18 numéros réguliers, plus un numéro 0, et un annuel, et la minisérie Bloodshot Island 4. Bloodshot a vu ses nanites retirées par Kay McHenry (un des Geomancers (en)) et tente de vivre une vie normale. Mais quand un certain nombre de tirs sont effectués par des hommes qui ressemblent à Bloodshot, il doit retourner dans le monde qu'il a tenté de laisser derrière lui.

### Volume Cinq - Bloodshot Salvation
Relancé à nouveau par Jeff Lemire et Mico Suayan, cette fois en 2017 avec l'ajout de l'artiste Lewis LaRosa, il a duré douze numéros réguliers plus un certain nombre de liens d'événement. Dans la continuité de Bloodshot Reborn, Bloodshot doit désormais protéger sa petite amie Magic et leur fille de la famille sadique de Magic.

### Volume Six - Bloodshot Rising Spirit
En 2018, le trio d'écrivains de Kevin Grevioux, Lonnie Nadler et Zac Thompson, avec l'artiste Ken Lashley a lancé un nouveau volume. Il a fonctionné pour huit numéros et en janvier 2020 n'a pas été collecté en livre de poche ou relié.

### Volume sept
Une autre relance a eu lieu en 2019, avec Tim Seeley écrit et Brett Booth chargé du dessin. Il s'agit du volume actuel de Bloodshot en cours.

## Connexions entre Bloodshot et d'autres personnages de Valiant
Généralement, les personnages publiés par Valiant habitent un univers / continuité partagé. Les personnages apparaissent ou sont référencés dans leurs livres respectifs. Par exemple, il existe un lien très net entre Rai et Bloodshot. Le sang de Bloodshot, à base de nanite et alimenté par nanite, circule dans les veines de Takao Konishi (le dernier Rai). Cela lui accorde une partie des souvenirs de Bloodshot et tous les pouvoirs de Bloodshot. Toute la lignée de guerriers connus sous le nom de Rai a été créée par Grandmother à l'image de Bloodshot pour honorer son héroïsme.

## Accueil
Bloodshot est l'un des personnages Valiant les plus vendus avec des ventes totales dans toutes les langues approchant sept millions d'exemplaires. Peu avant le début de la série Bloodshot, le personnage principal a fait deux apparitions d'introduction dans les titres populaires Eternal Warrior et Rai. Sur la base de ces apparitions, il y avait une vague de demande pour le retour du personnage et une forte attente pour le premier numéro. Bloodshot # 1 (février 1993) était une bande dessinée très attendue qui est devenue un best-seller et s'est vendue à environ un million d'exemplaires. La série originale a été écrite par Kevin VanHook et dessinée par Don Perlin. Le premier numéro présentait la première couverture de bande dessinée "Chromium".
Bloodshot # 1 (juillet 2012) a été récompensé du prix "Best Comic" par Diamond Comic Distributors (premier distributeur de l'industrie américaine de la bande dessinée) et "Best Innovation" pour sa couverture en chrome[réf. nécessaire]. Bloodshot a été nommé une des dix meilleures séries de bandes dessinées de 2012 par Nerdage.

## Dans d'autres médias

### Film

#### Bloodshot
Un film basé sur Bloodshot, intitulé Bloodshot, avec Vin Diesel dans le rôle principal a été diffusé aux États-Unis le 13 mars 2020 par Sony Pictures Releasing . Il est destiné à être le premier opus d'une série de films se déroulant dans un univers cinématographique partagé de Valiant Comics. Réalisé par David S.F. Wilson (dans son premier long métrage) à partir d'un scénario de Jeff Wadlow et Eric Heisserer et d'une histoire de Wadlow le film met en vedette Vin Diesel, Eiza González, Sam Heughan, Toby Kebbell et Guy Pearce.
Ce film n'est pas à confondre avec "Blood Shot - Vampire Assassin" de Dietrich Johnston le film de 2013.

#### Ninjak vs. the Valiant Universe
Bloodshot apparaît dans Ninjak vs. the Valiant Universe, interprété par Jason David Frank,,.

### Jeux vidéo
- Un jeu vidéo Bloodshot était en développement entre 1997 et 1998 chez Iguana Entertainment UK (en) pour PlayStation et Microsoft Windows, mais a été annulé par l'éditeur Acclaim Entertainment en raison de problèmes de développement tardifs[11],[12].
- Bloodshot apparaît comme un personnage jouable secret à débloquer dans les versions Nintendo 64 et Dreamcast de Shadow Man.

## Éditions étrangères

### Éditions chinoises
- Bloodshot # 0 (série 1993) a été réimprimé en 1994 en tant que premier livre chinois (cantonais) Valiant Comics à Hong Kong[13]. Le livre a été publié dans le cadre d'une boîte de collection de six livres de Valiant Comics[14].
- Un nombre limité d'exemplaires promotionnels de Bloodshot # 1 2015[15] ont été distribués lors d'une conférence de presse à Pékin lorsque Valiant Entertainment a annoncé un nouveau partenariat avec DMG Entertainment le 9 mars 2015. Le numéro promotionnel a été traduit et imprimé en chinois (mandarin).